# モデルス・ベータ (更新車両)

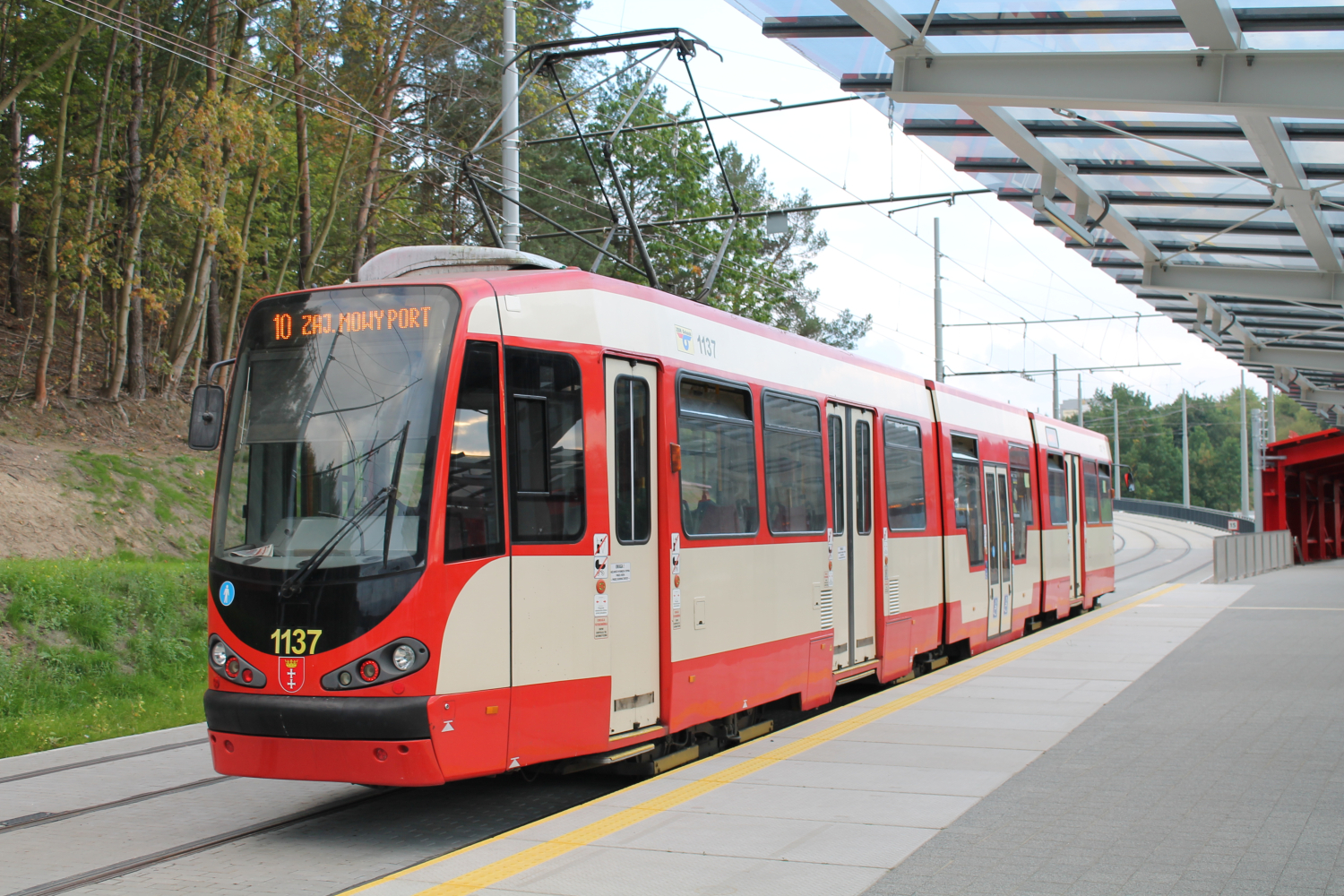
モデルス・ベータ（MF 01）
（グダニスク市電）
（2015年撮影）

モデルス・ベータ（Moderus Beta）は、ポーランドの鉄道車両メーカーであるモダトランスがポーランド各地に展開する路面電車車両で、バリアフリーに適した低床構造を有しているのが特徴である。そのうち、この項目では既存の車両をモダトランスが改造した形式について解説する。

## グダニスク

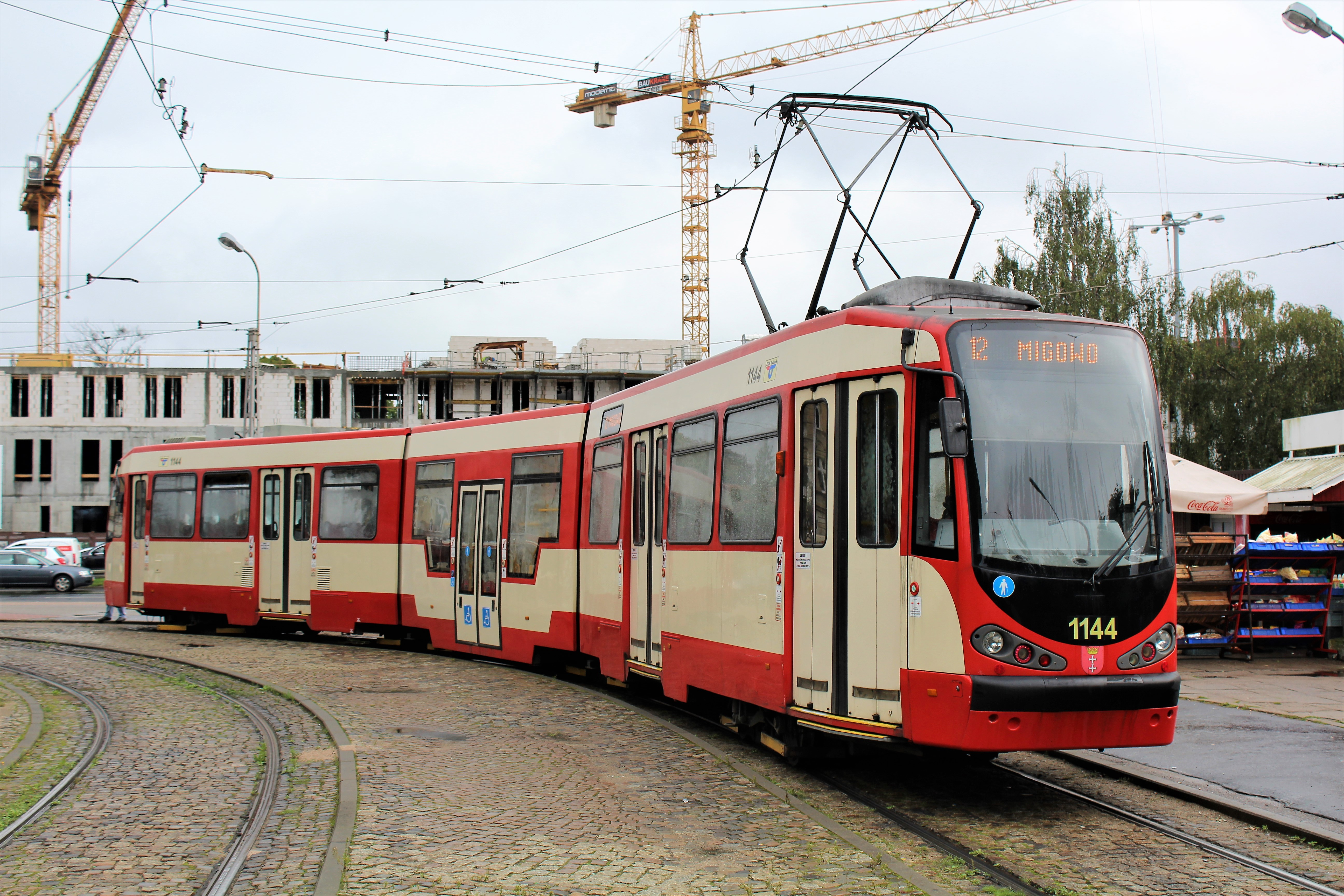
MF 01
（グダニスク市電）
（2016年撮影）

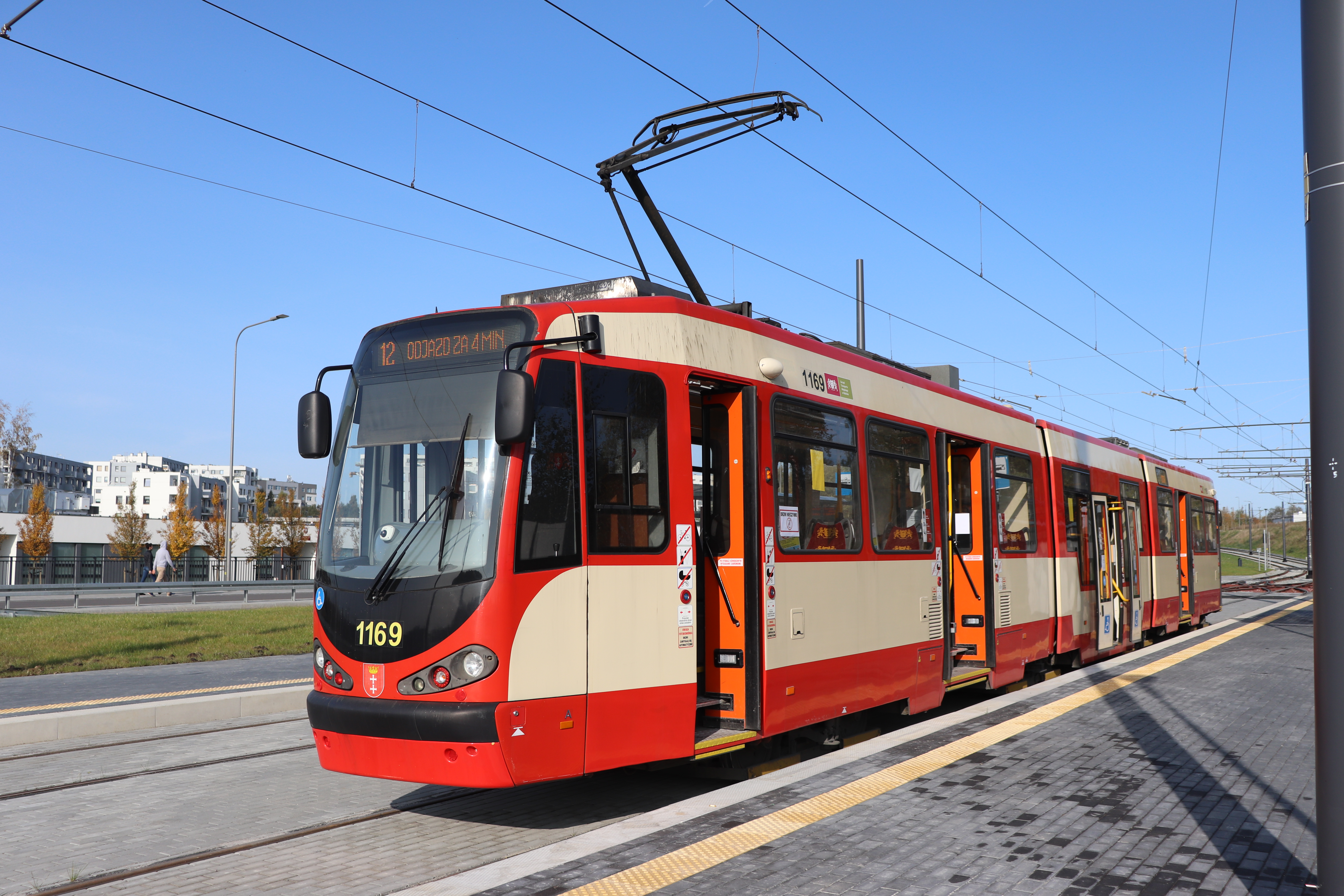
MF 18
（グダニスク市電）
（2020年撮影）

グダニスクの路面電車であるグダニスク市電には、近代化を目的として2007年からドイツ各地の路面電車（ドルトムント市電、カッセル市電）で廃車となった3車体連接車のN8Cの譲渡が行われた。モダトランスはこれらの車両を対象に車体更新を実施している。主な内容は中間車体の交換で、バリアフリーに適した低床構造を有し、折り畳みスロープや車椅子、ベビーカー向けのフリースペースが設置された新造車体へ置き換えられている。また、車内の照明がLEDに交換されている他、前面の形状も変更され、運転台には冷暖房双方に適した空調装置が設置されている。

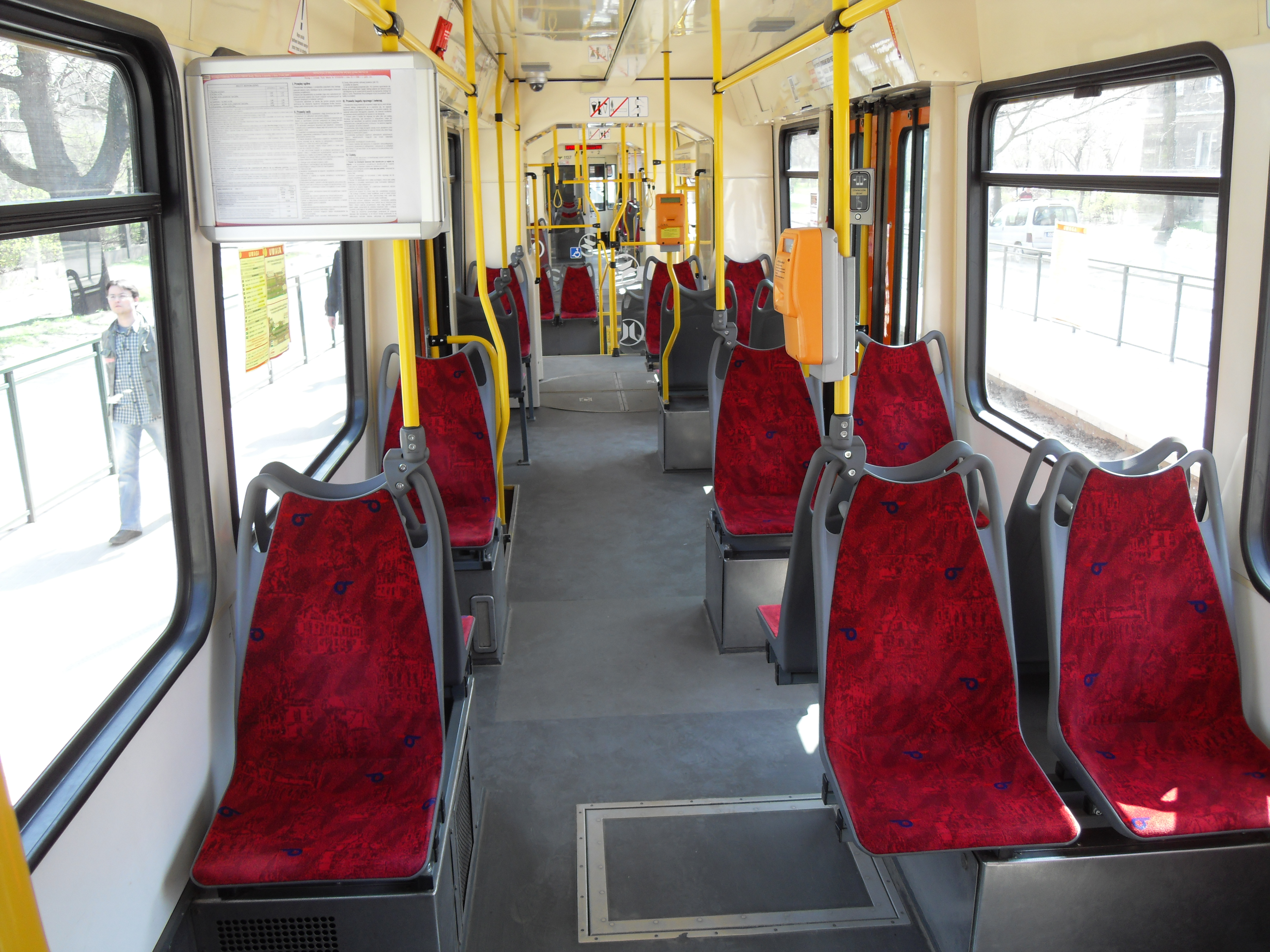
車内
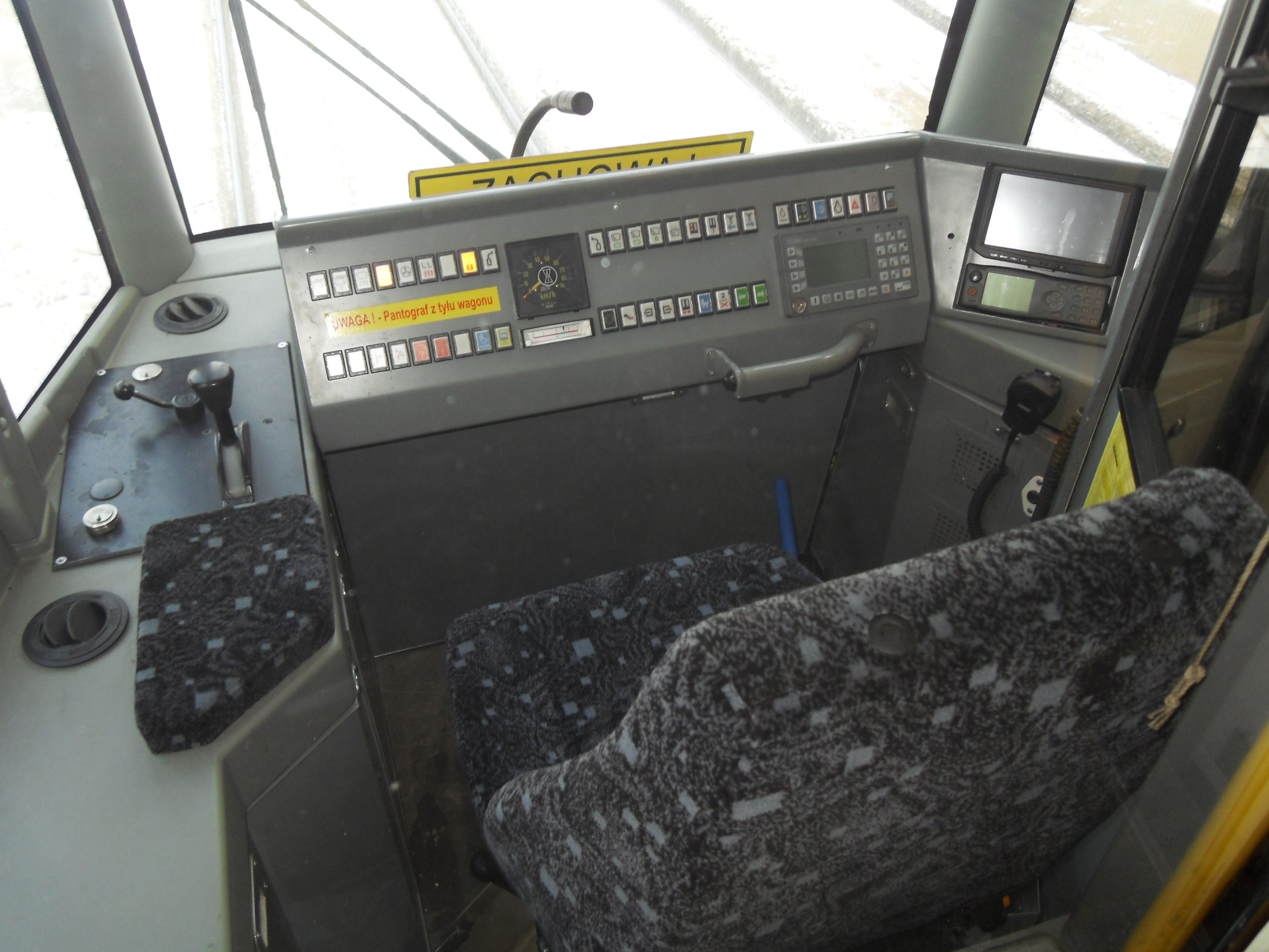
運転台
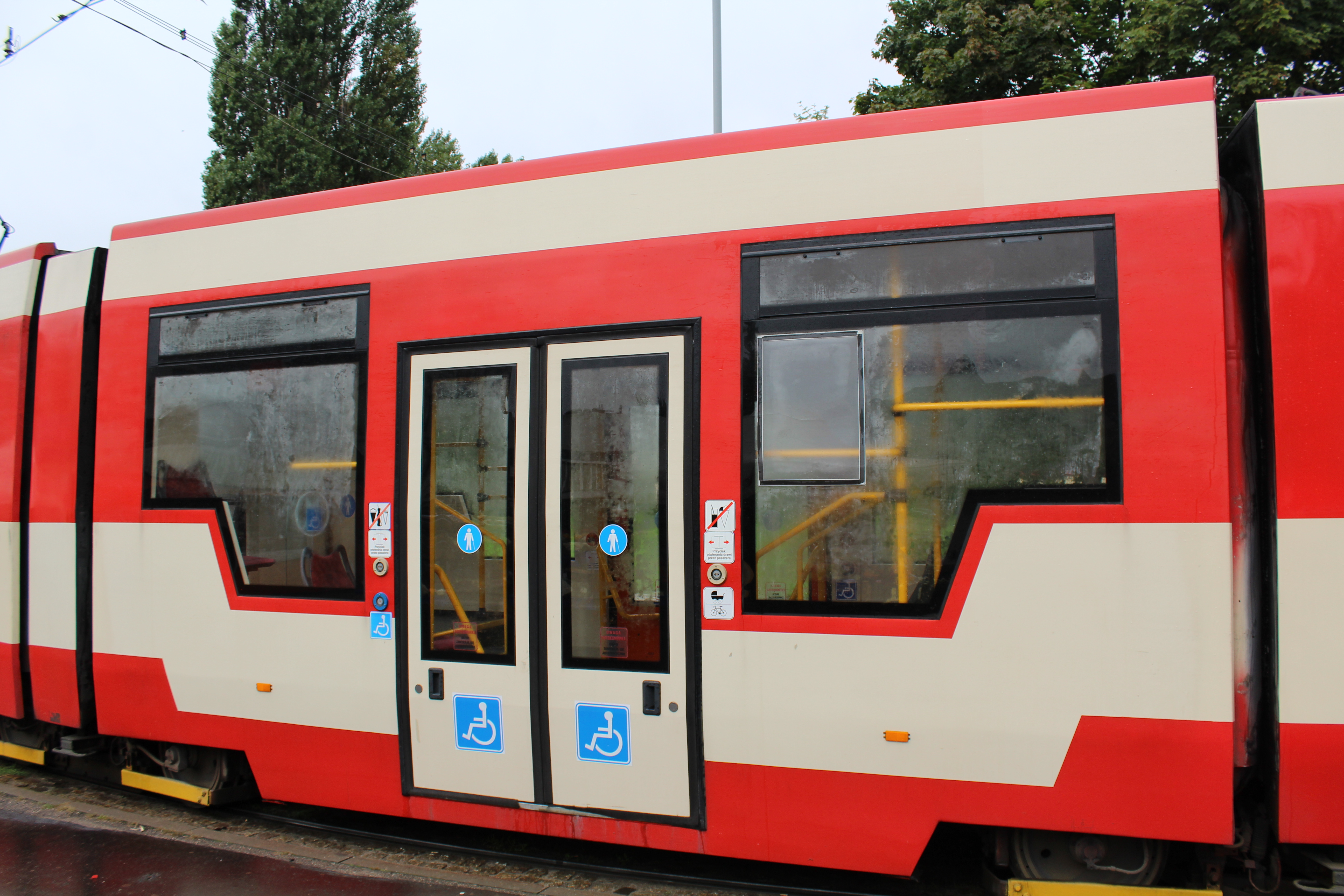
中間車体

ドルトムント市電からの譲渡車両を更新した車両にはMF 01という形式名が与えられ、2009年から2012年にかけて46両が改造された。一方、カッセル市電からの譲渡車両の更新車両はMF 18という形式名であり、2015年に16両が改造されている。そのうち、MF 18の1両については他車と塗装が異なり、第二次世界大戦中のグダニスク市電の塗装を再現したものとなっている。これらの改造により、グダニスク市電では安価でのバリアフリーの促進や車両更新が実現している。2018年以降は電気機器や照明の交換、wi-fiへの対応設備や自動体外式除細動器（AED）の設置といった2度目の更新工事が進められている。

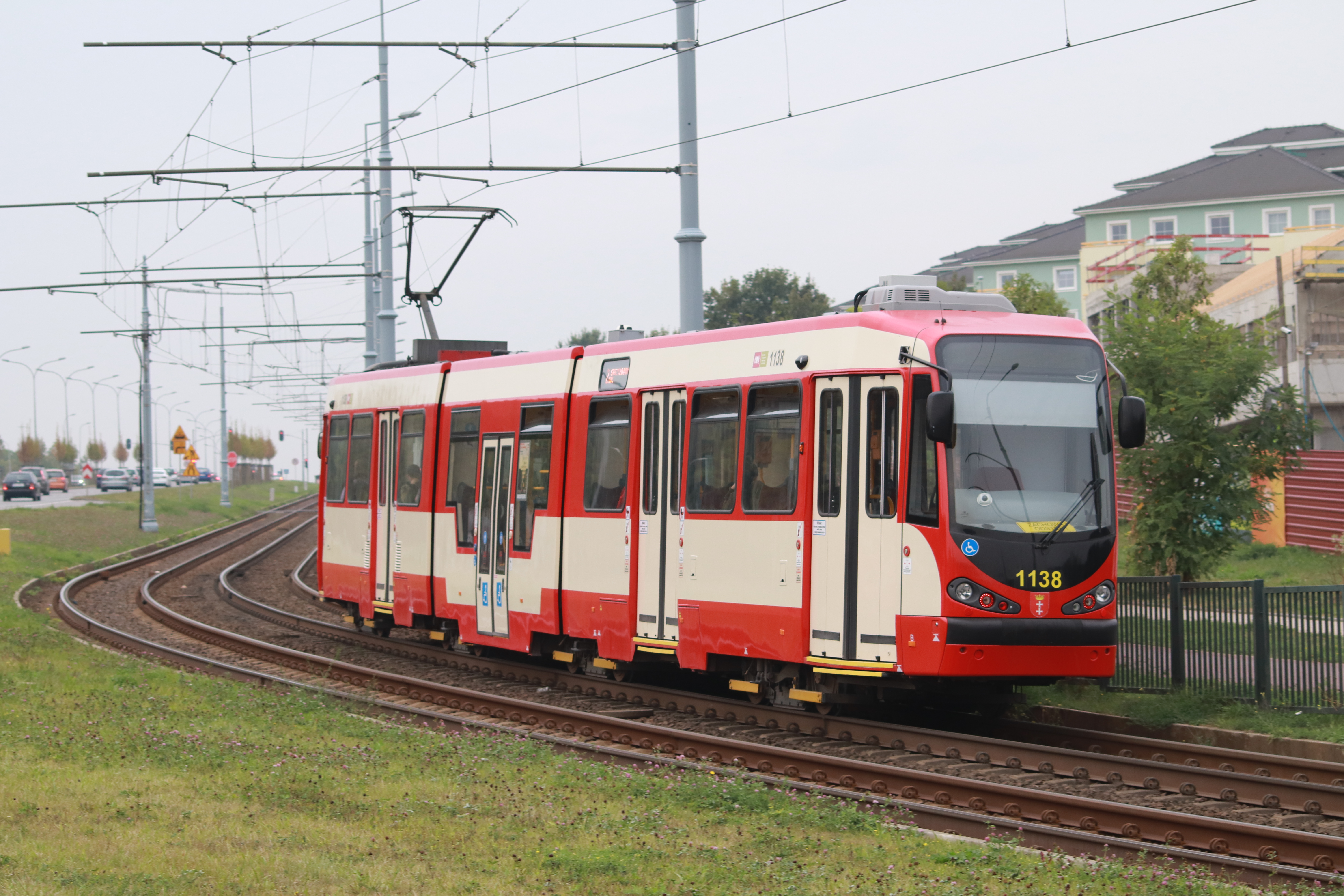
MF 01（1138） （2019年撮影）
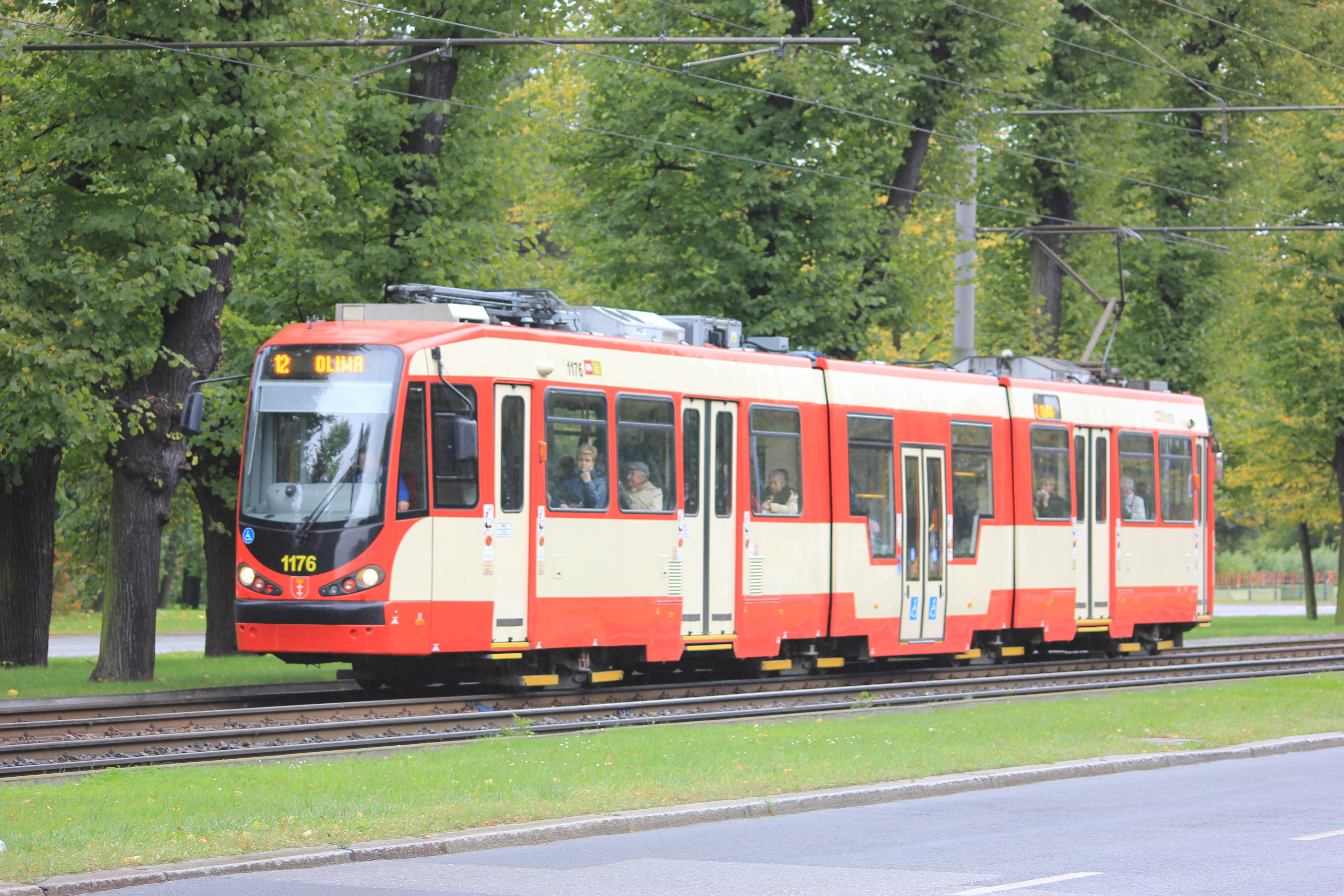
MF 18（1176） （2017年撮影）
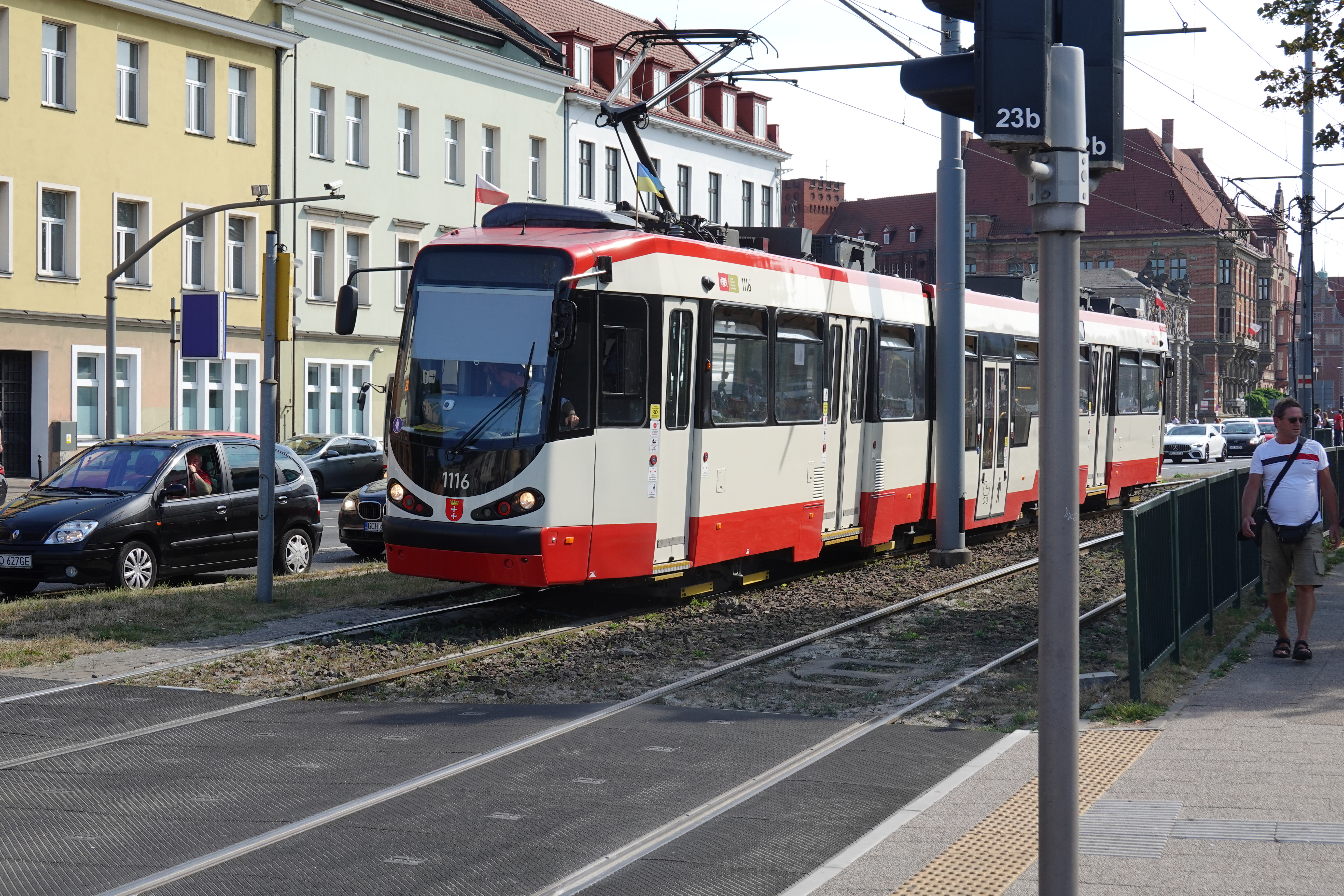
MF 01（1116） 新塗装 （2022年撮影）
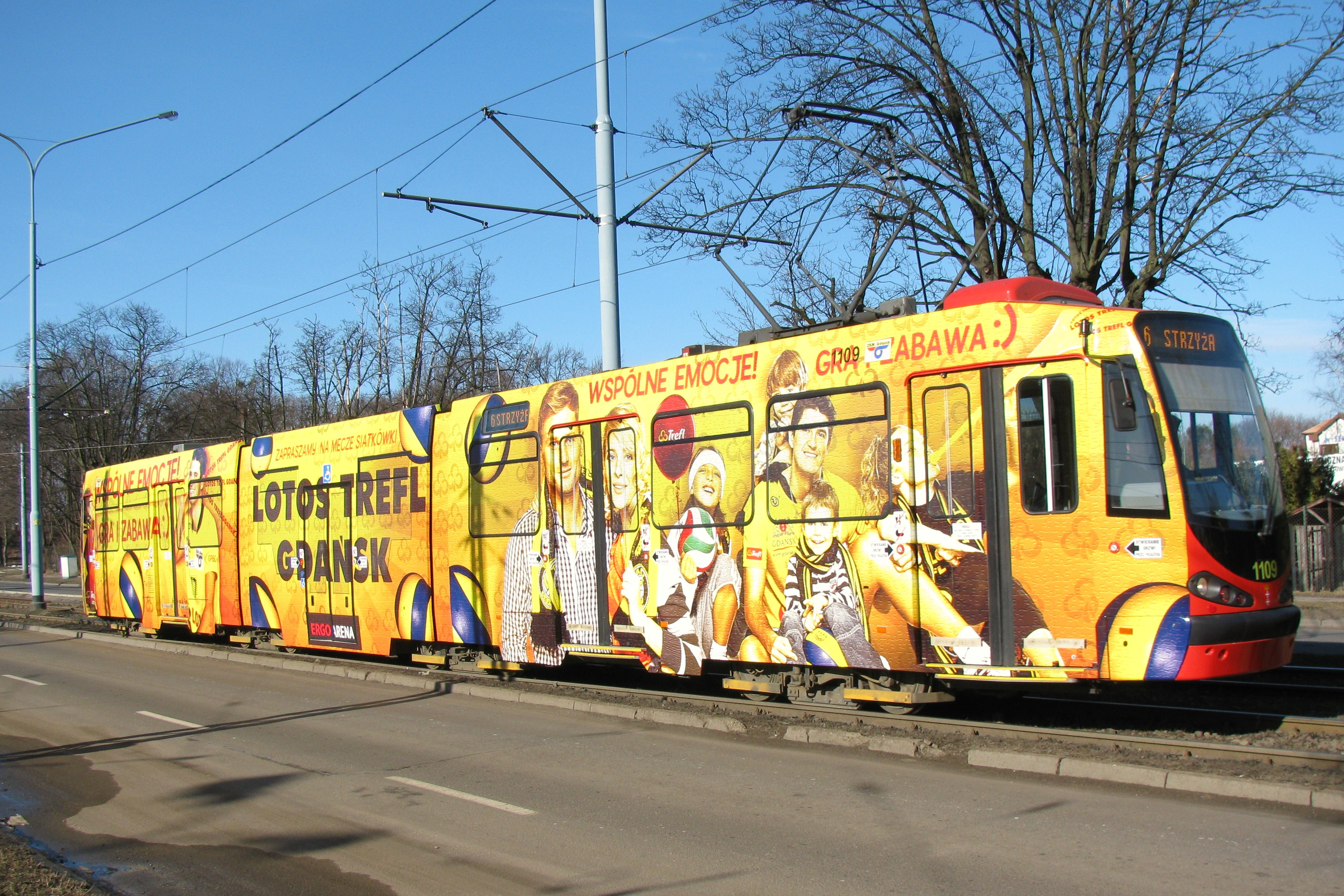
MF 01（1109） 広告塗装 （2011年撮影）
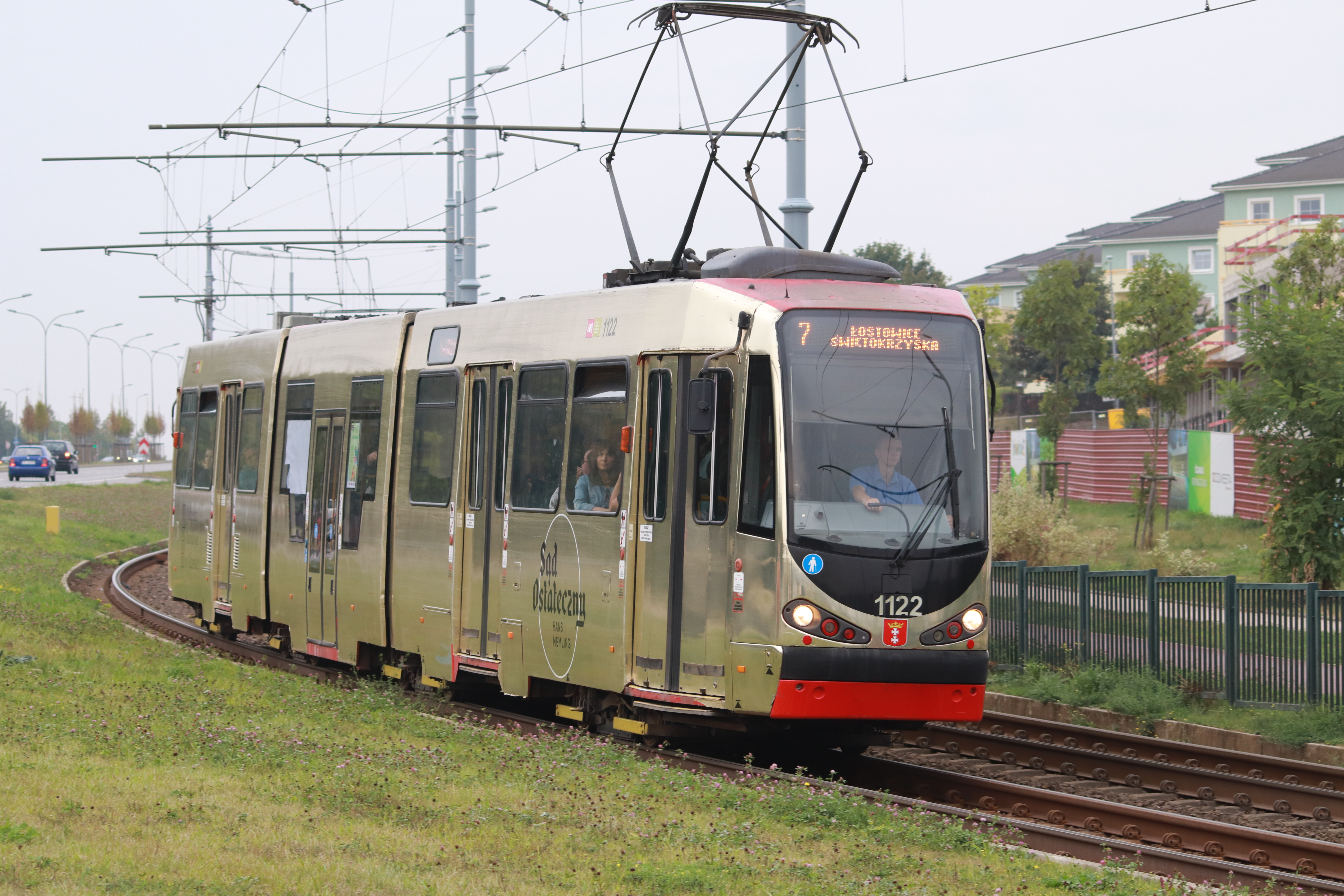
MF 01（1122） 広告塗装 （2019年撮影）
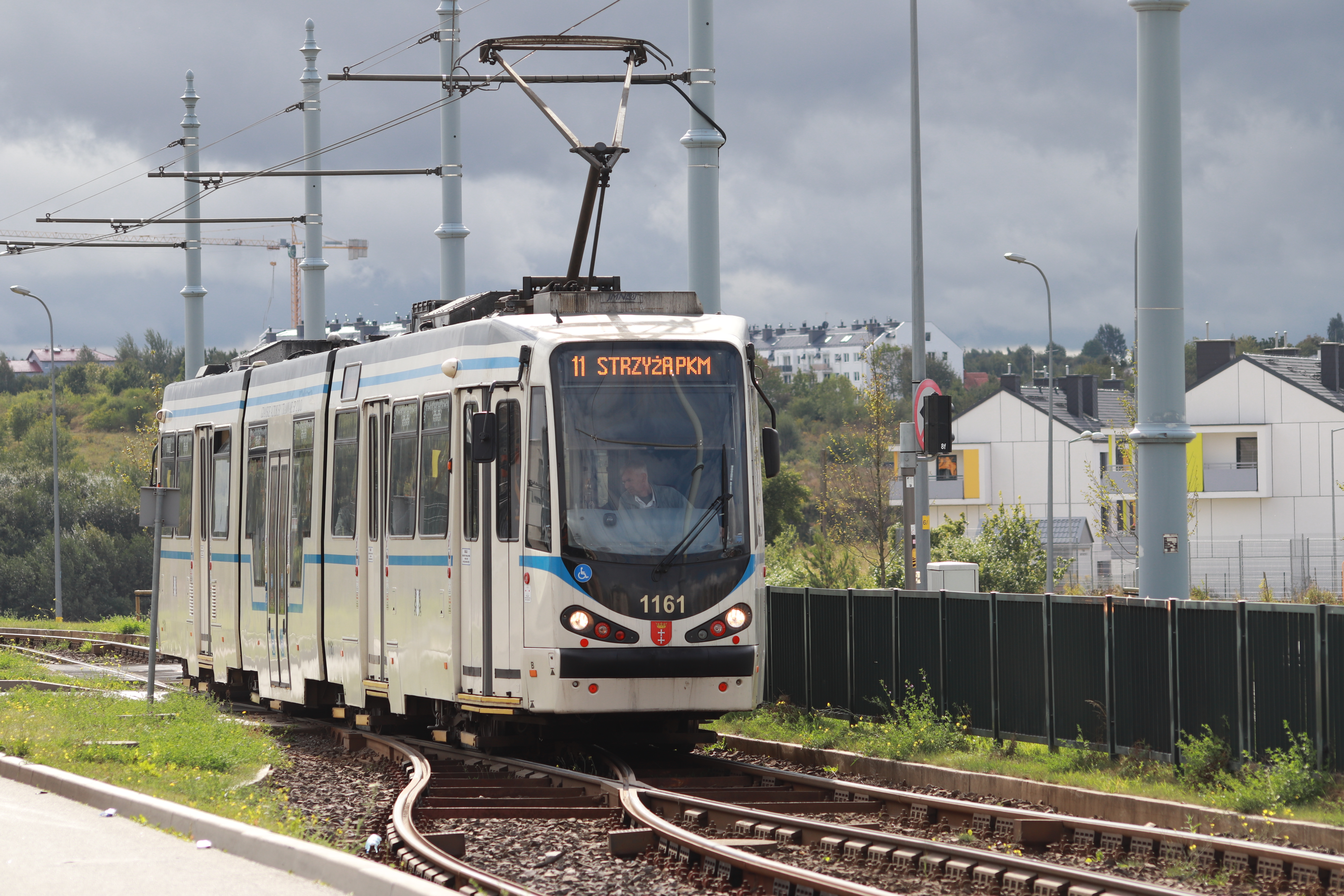
MF 18（1161） 戦時中の塗装を再現 （2019年撮影）

## エルブロンク

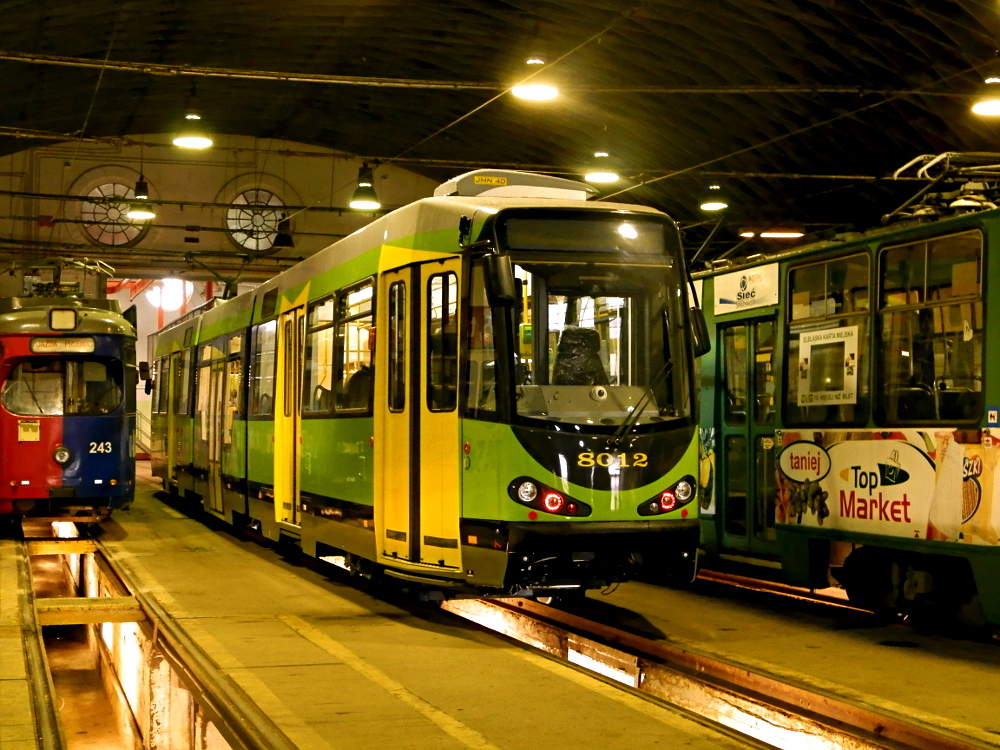
MF 13
（エルブロンク市電）
（2013年撮影）

エルブロンクの路面電車であるエルブロンク市電に在籍する車両のうち、ドイツのアウクスブルク市電から譲渡された軌間1,000 mm向けの3車体連接車のM8Cについては、営業運転開始前にモダトランスによる近代化が実施されている。主な改造内容は中間車体の低床車体への交換、前面デザインの変更で、後者については衝突時の安全を考慮した設計が採用されている。また、情報案内装置や緊急時に備えた管理システムも搭載されている。
3両が改造を受けているが、そのうち2013年から2014年にかけて改造が行われた2両はMF 13（M8C - MF 13）、2015年に改造された1両にはMF 14 AC BD（M8C - MF 14 AC BD）という形式名が与えられている。この形式名の区別は主電動機によるもので、後者は種車の主電動機が破損していたため、更新工事と合わせてエニカ（Enika）製の誘導電動機への交換が行われている。

## ヴロツワフ

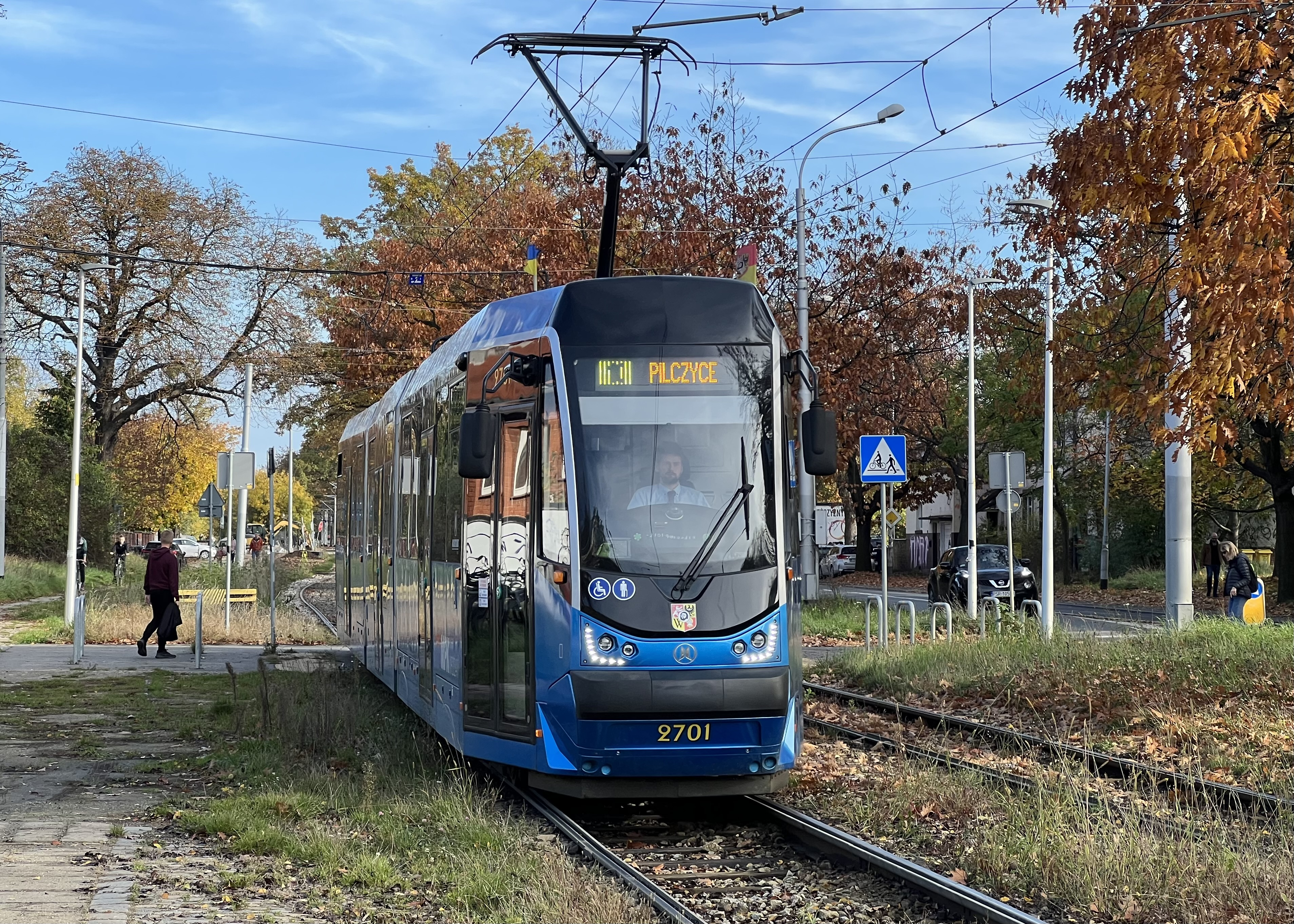
MF 17 AC
（ヴロツワフ市電）
（2022年撮影）

ヴロツワフの路面電車であるヴロツワフ市電には、プロトラムが開発・納入した3車体連接車の205WrAsが在籍する。2020年、市電を運営するヴロツワフ市交通会社はモダトランスとの間にこれらの車両の更新工事を実施する旨の契約を結んだ。工事内容は新造車体への交換、空調装置の搭載やそれに合わせた屋根の形状の調整、前方・後方のデザイン変更、監視カメラや情報案内表示装置の設置など多岐に及ぶ。
最初に工事を受けたのは、2019年の事故で焼失し車庫に留置されていた1両（2707）で、2020年10月までに更新工事を終え、試運転ののち営業運転に復帰した。残る25両についても2021年9月までに更新工事を完了している。これらの車両には、モダトランスから「MF 17 AC」の形式名が与えられている。

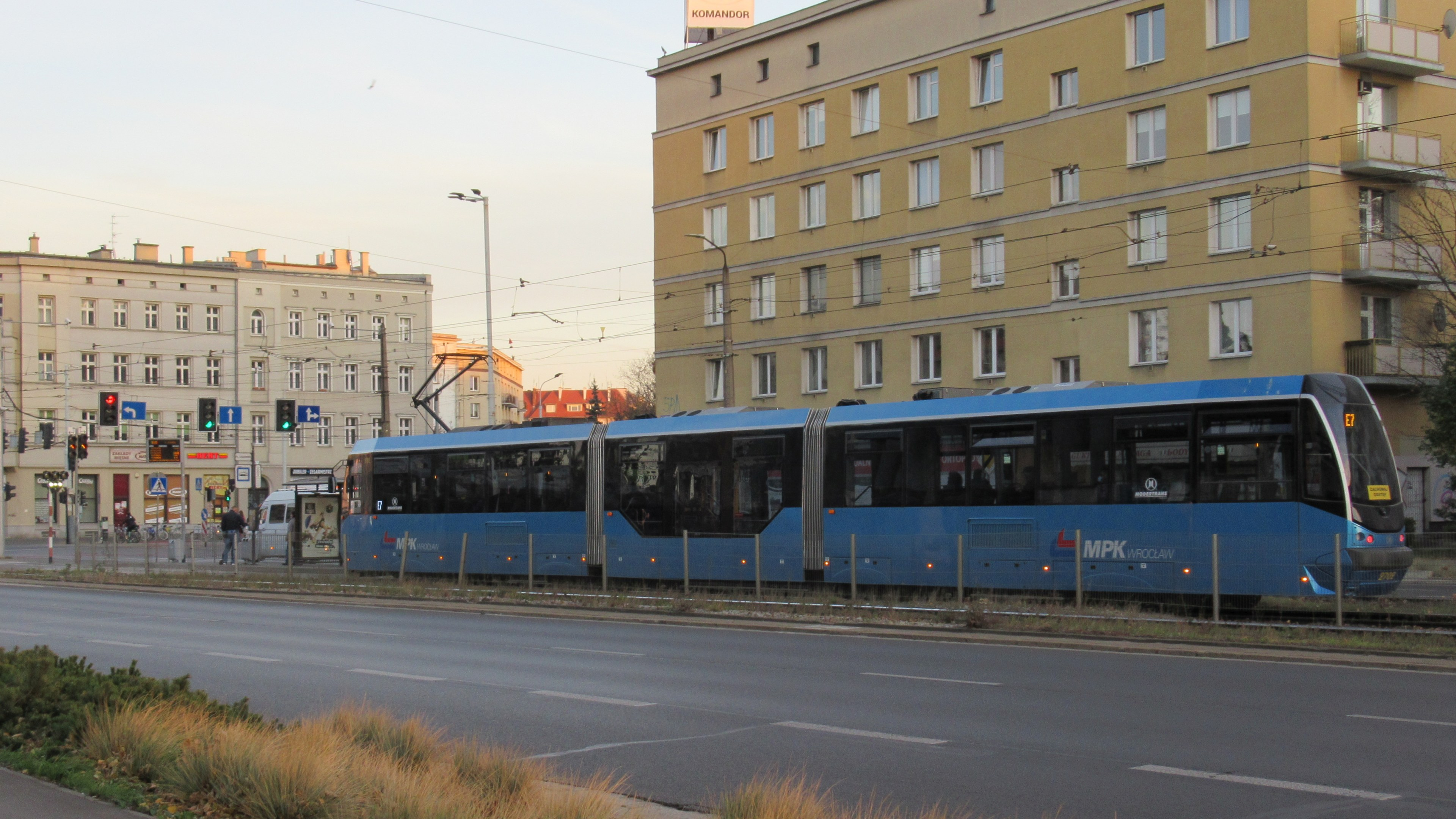
MF 17 AC（後方） （ヴロツワフ市電） （2021年撮影）
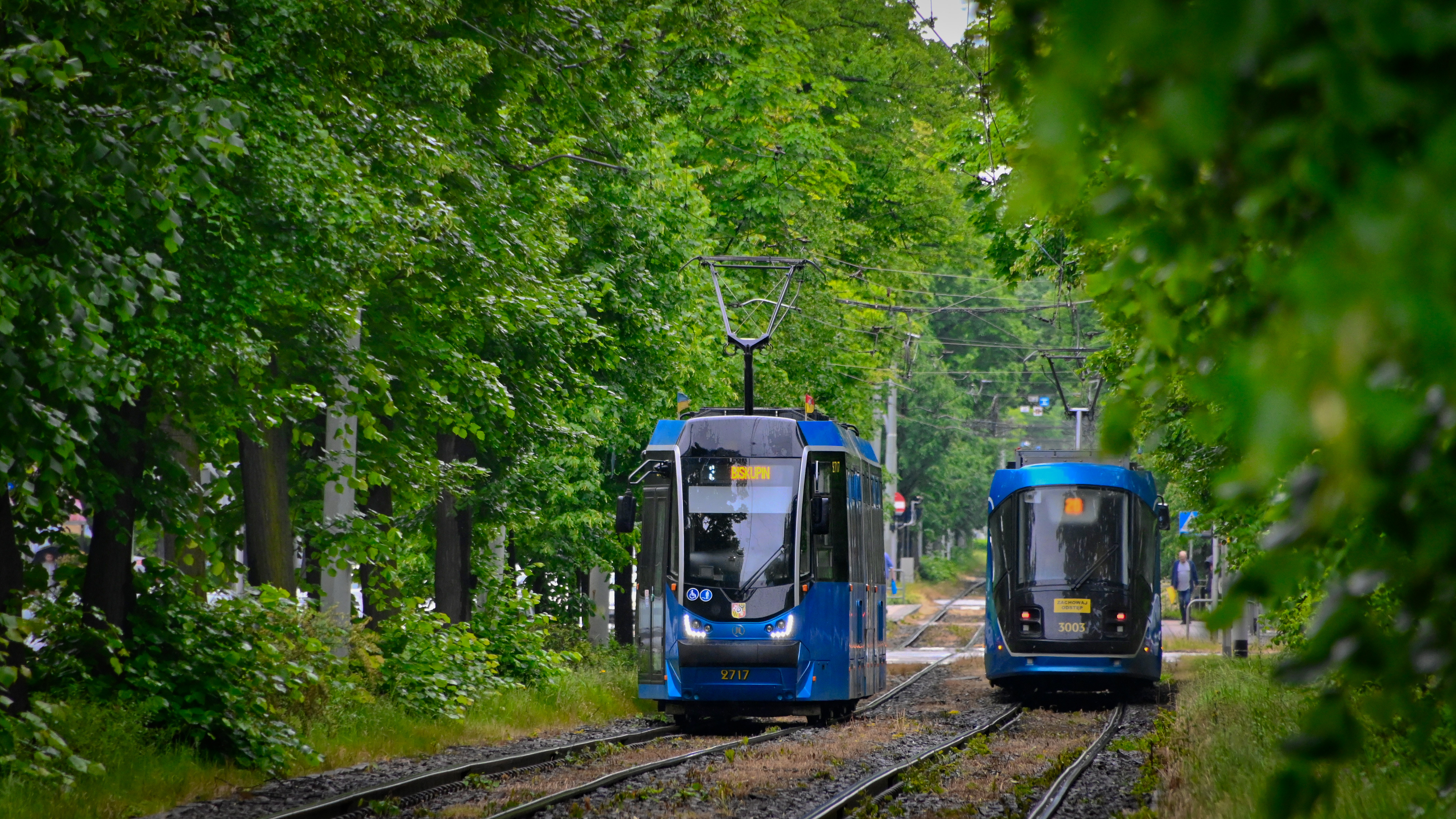
MF 17 AC（左） （ヴロツワフ市電） （2022年撮影）

## 関連項目

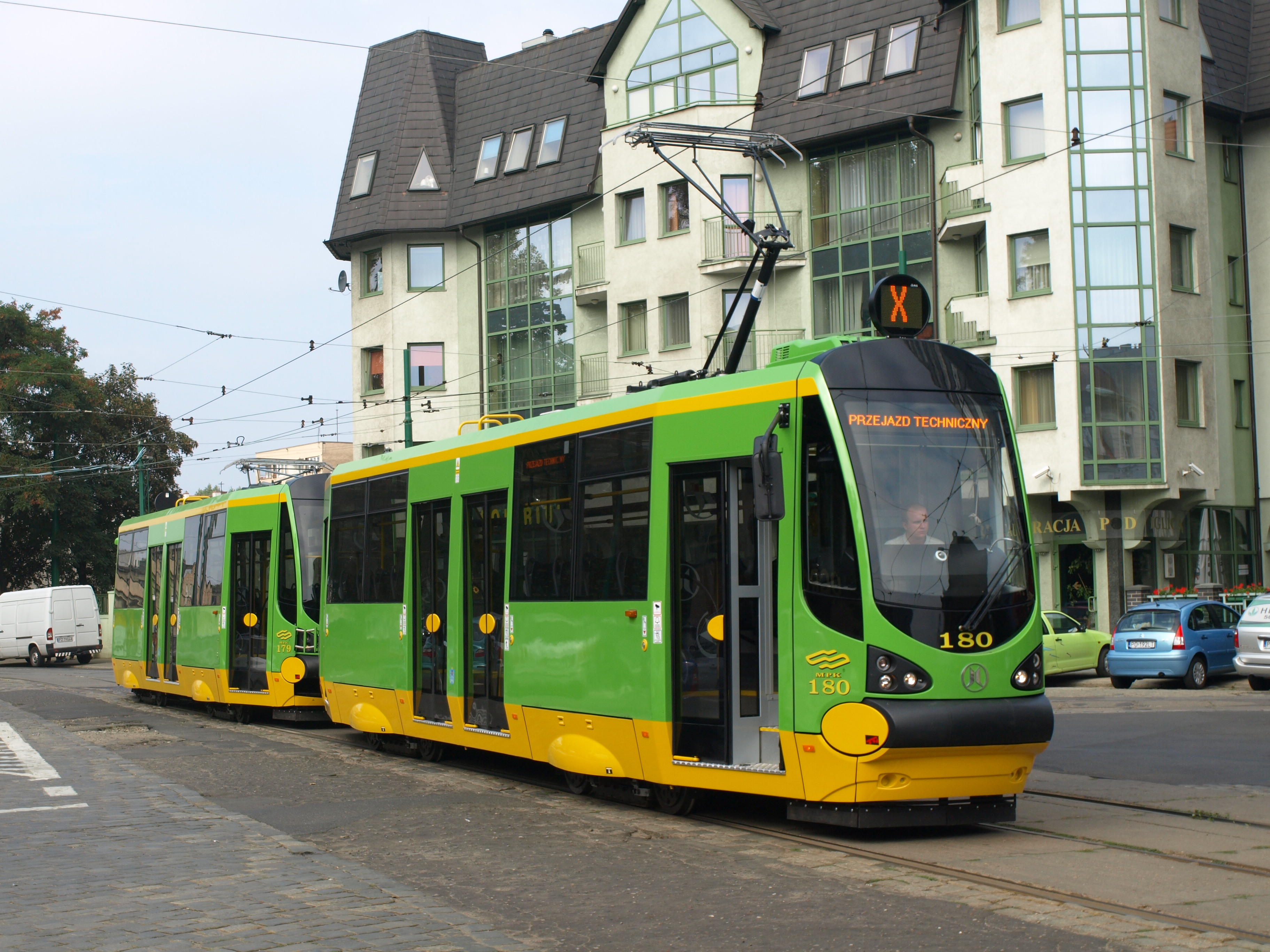
モデルス・アルファ（2009年撮影）
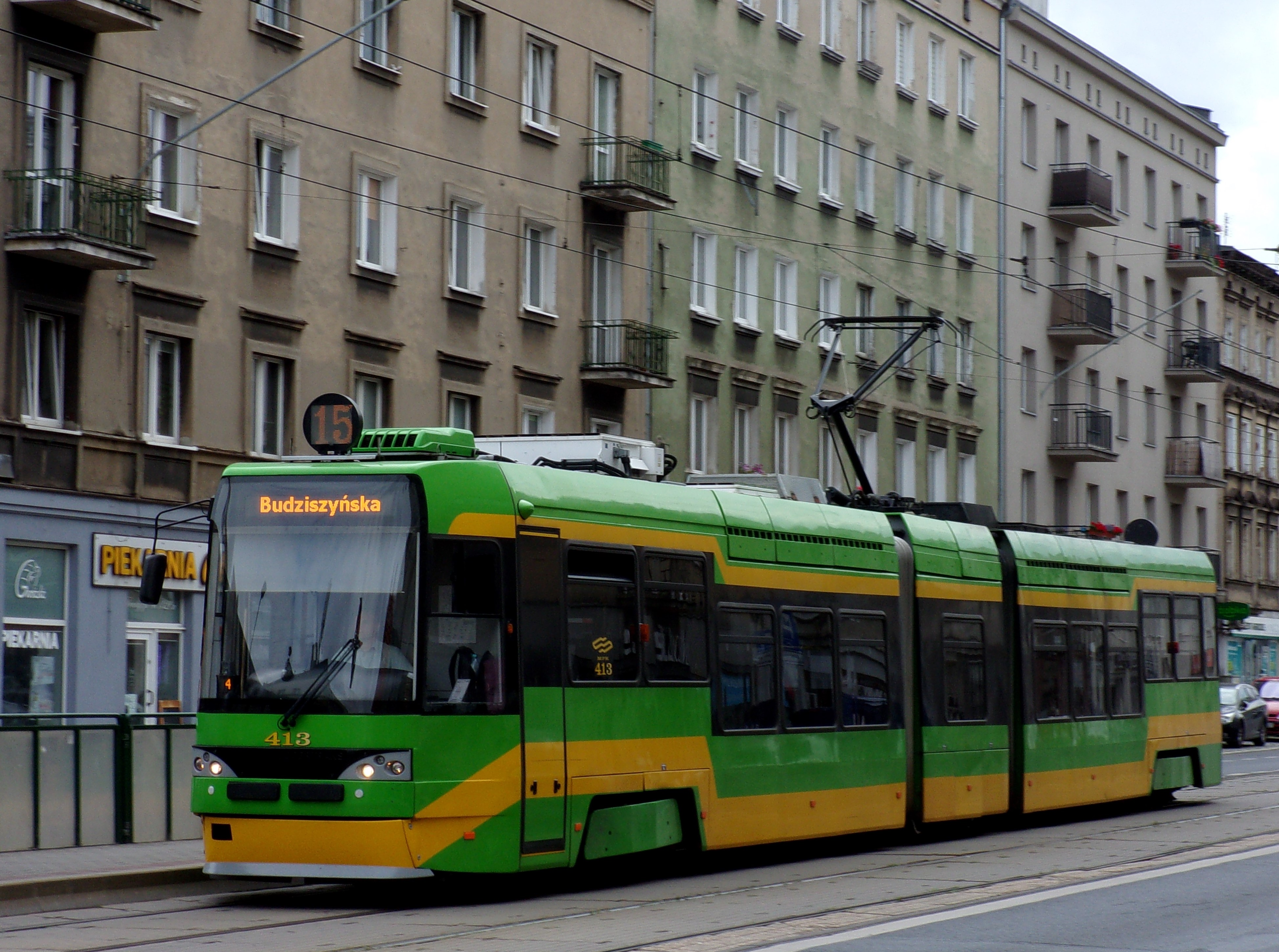
MF 06 AC（2021年撮影）
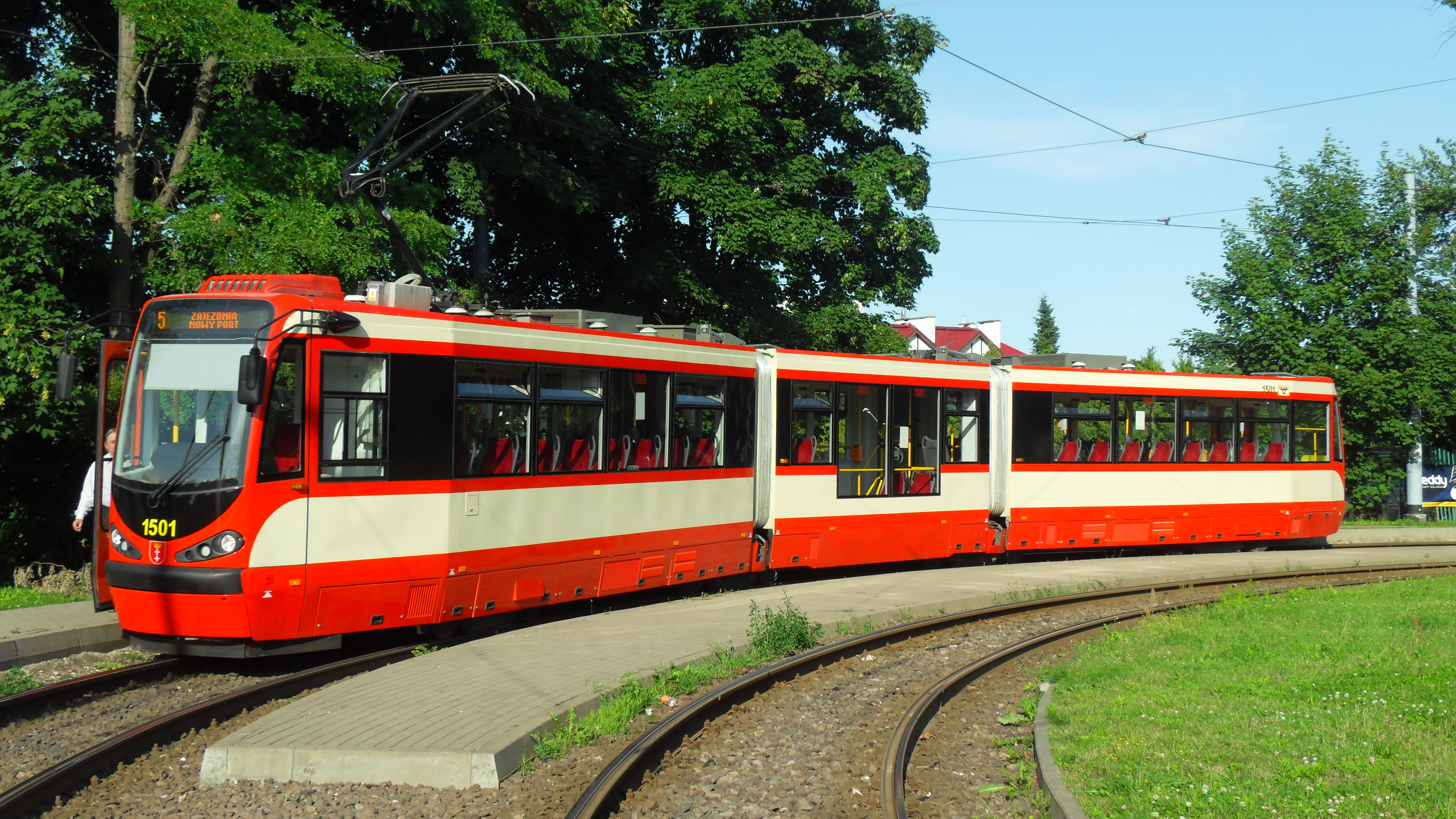
MF 12（2013年撮影）

## 車種一覧
| モデルス・ベータ(更新車両) 導入都市・形式一覧 | モデルス・ベータ(更新車両) 導入都市・形式一覧 | モデルス・ベータ(更新車両) 導入都市・形式一覧 | モデルス・ベータ(更新車両) 導入都市・形式一覧 | モデルス・ベータ(更新車両) 導入都市・形式一覧 | モデルス・ベータ(更新車両) 導入都市・形式一覧 | モデルス・ベータ(更新車両) 導入都市・形式一覧 |
| 都市                                          | 形式                                          | 種車                                          | 軌間                                          | 編成                                          | 両数                                          | 備考・参考                                    |
| --------------------------------------------- | --------------------------------------------- | --------------------------------------------- | --------------------------------------------- | --------------------------------------------- | --------------------------------------------- | --------------------------------------------- |
| グダニスク (グダニスク市電)                   | MF 01                                         | N8C                                           | 1,435 mm                                      | 3車体連接車                                   | 46両                                          | [ 4 ] [ 5 ] [ 6 ]                             |
| グダニスク (グダニスク市電)                   | MF 18                                         | N8C                                           | 1,435 mm                                      | 3車体連接車                                   | 16両                                          | [ 4 ] [ 5 ] [ 6 ]                             |
| エルブロンク (エルブロンク市電)               | MF 13                                         | M8C                                           | 1,000 mm                                      | 3車体連接車                                   | 2両                                           | [ 9 ] [ 10 ] [ 11 ]                           |
| エルブロンク (エルブロンク市電)               | MF 14 AC BD                                   | M8C                                           | 1,000 mm                                      | 3車体連接車                                   | 1両                                           | [ 9 ] [ 10 ] [ 11 ]                           |
| ヴロツワフ (ヴロツワフ市電)                   | MF 17 AC                                      | 205WrAs                                       | 1,435 mm                                      | 3車体連接車                                   | 25両                                          | [ 13 ] [ 14 ]                                 |